# Belgrade (Nebraska)
Belgrade és una població dels Estats Units a l'estat de Nebraska. Segons el cens del 2000 tenia 134 habitants.

## Demografia
Segons el cens del 2000, Belgrade tenia 134 habitants, 63 habitatges, i 36 famílies. La densitat de població era de 287,4 habitants per km².
Dels 63 habitatges en un 23,8% hi vivien nens de menys de 18 anys, en un 47,6% hi vivien parelles casades, en un 4,8% dones solteres, i en un 41,3% no eren unitats familiars. En el 38,1% dels habitatges hi vivien persones soles el 15,9% de les quals corresponia a persones de 65 anys o més que vivien soles. El nombre mitjà de persones vivint en cada habitatge era de 2,13 i el nombre mitjà de persones que vivien en cada família era de 2,73.
Per edats la població es repartia de la següent manera: un 23,9% tenia menys de 18 anys, un 6,7% entre 18 i 24, un 22,4% entre 25 i 44, un 28,4% de 45 a 60 i un 18,7% 65 anys o més.
L'edat mediana era de 42 anys. Per cada 100 dones de 18 o més anys hi havia 92,5 homes.
La renda mediana per habitatge era de 28.750 $ i la renda mediana per família de 32.143 $. Els homes tenien una renda mediana de 28.750 $ mentre que les dones 21.875 $. La renda per capita de la població era de 12.767 $. Aproximadament el 12,5% de les famílies i el 15,8% de la població estaven per davall del llindar de pobresa.

## Poblacions més properes
El següent diagrama mostra les poblacions més properes.